# Angela Lombardi
Angela Lombardi (Rivello, 9 maggio 1969) è una politica italiana.

## Biografia
Laureata in Lettere moderne, è docente di scuola superiore. Viene eletta nelle liste di Rifondazione comunista alle Elezioni politiche del 9-10 aprile 2006, è stata proclamata deputata il 28 aprile successivo e si è iscritta al gruppo parlamentare di Rifondazione comunista-Sinistra europea. Dopo le Elezioni politiche del 2008 non viene rieletta in Parlamento.
Nel maggio 2015 scrive una lettera aperta per protestare contro Riforma "Buona scuola" promossa dal governo Renzi.